# 弁理士法
弁理士法（べんりしほう、平成12年4月26日法律第49号）は、弁理士の制度に関する法律である。
弁理士の使命、職務、日本弁理士会の制度などを定めるほか、無資格者の特許事務の取り扱い禁止、特許事務を取り扱う表示の禁止、弁理士・特許事務所の名称使用禁止などを定めている。法令番号は平成12年法律第49号、2000年（平成12年）4月26日に公布された。
外国語訳はPatent Attorneys Actである。

## 弁理士法の歴史
日本における弁理士法の祖型は、1899年（明治32年）に施行された「特許代理業者登録規則」である。1909年（明治42年）には「特許弁理士令」が公布され、「特許代理業者」に代わり「特許弁理士」という呼称が採用された。1921年（大正10年）に制定された旧「弁理士法」（大正10年法律第100号）では、資格の名称は現在の「弁理士」に改められた。
旧「弁理士法」は、数次の一部改正は経たものの、制定以来長らく全面改正されることはなかった。カタカナ表記、文語体の旧「弁理士法」は、2000年（平成12年）に約80年ぶりに全部改正が行われ、ひらがな表記、口語体の新「弁理士法」が制定、公布された。

## 弁理士法の構成
- 第1章　総則（第1条 - 第8条）
- 第2章　弁理士試験等（第9条 - 第16条）
- 第2章の2　実務修習（第16条の2 - 第16条の15）
- 第3章　登録（第17条 - 第28条）
- 第4章　弁理士の義務（第29条 - 第31条の3）
- 第5章　弁理士の責任（第32条 - 第36条）
- 第6章　弁理士法人（第37条 - 第55条）
- 第7章　日本弁理士会（第56条 - 第74条）
- 第8章　雑則（第75条 - 第77条の2）
- 第9章　罰則（第78条 - 第85条）
- 附則

### 弁理士の使命
弁理士の使命は、知的財産に関する専門家として、知的財産権の適正な保護及び利用の促進、知的財産制度の適正な運用に寄与し、もって経済及び産業の発展に資することである（1条）。
旧弁理士法には法目的は規定されていなかった。平成12年に全面改正された新弁理士法で法目的が設けられ、平成26年一部改正で法目的が使命条項に改正された。

### 弁理士の義務
品位保持義務、業務精通義務（3条）、守秘義務（30条）、会則遵守義務（62条）などが規定されている。

### 弁理士法人
弁理士を社員とする法人を設立することができる（37条）。従来、特許業務法人という名称であったが、令和3年法改正により、特許業務法人が弁理士法人に名称変更された（38条）。
特許業務法人は旧弁理士法で規定されておらず、平成12年に全面改正された新弁理士法で規定された。

### 日本弁理士会
日本弁理士会は、弁理士の指導、連絡及び監督を行う（56条）。弁理士の登録も日本弁理士会の業務である（56条）。
旧弁理士法では弁理士会と規定されていたのに対し、新弁理士法では日本弁理士会と規定された。

## 弁理士法改正の概要

### 令和3年（2021年）法改正
特許法等の一部を改正する法律（令和3年法律第42号）
1. 弁理士が設立する法人の名称を「特許業務法人」から「弁理士法人」に変更する。
2. 弁理士の社員1人のみであっても法人の設立を可能とする。
3. 弁理士の業務に農林水産知財業務を追加する。

#### 施行日
2022年（令和4年）4月1日が施行日である。

#### 誤記
2021年（令和3年）5月21日に官報で公布されたが、官報に掲載された改正規定に誤記があった。
2022年（令和4年）12月26日に官報で正誤表が公表され、弁理士法52条1項7号は「社員の欠乏」から「社員の欠亡」に訂正された。

### 平成30年（2018年）法改正
不正競争防止法等の一部を改正する法律（平成30年法律第33号）
1. 弁理士の業務にデータ関連業務及び標準関連業務を追加する。

### 平成26年（2014年）法改正
特許法等の一部を改正する法律（平成26年法律第36号）
1. 弁理士の社会的使命の明確化（1条）
2. アイデア段階での相談業務ができる旨の明確化（4条3項3号）
3. 大規模特許事務所におけるチャイニーズ・ウォール・ルールの明確化（利益相反規定の緩和、48条3項5, 6号）

### 平成19年（2007年）法改正
弁理士法の一部を改正する法律（平成19年法律第91号）
1. 弁理士試験の免除の拡大（第11条等）
2. 弁理士の業務の拡充（第2条第4項等）
3. 定期的研修受講の義務化（第31条の2）
4. 非弁理士に対する名義貸しの禁止（第31条の3）
5. 懲戒制度の見直し（第32条）
6. 特許業務法人制度の見直し（第47条の2等）
7. 弁理士情報の公表（第77条の2）
8. 実務修習制度の導入（第16条の2等）

### 平成17年（2005年）法改正
1. 仲裁手続の代理業務の範囲を明確化し対象に著作権を追加（第4条第2項）

### 平成14年（2002年）法改正
1. 弁理士への侵害訴訟代理権の付与（第6条の2）

### 平成12年（2000年）法改正（全部改正）
平成12年4月18日に成立し、平成12年4月26日に法律49号として公布された。
1. 弁理士の業務範囲の見直し 
  1. 産業財産権等に関する契約の仲介・代理、相談業務の追加（第4条第3項）
  2. 税関への輸入差止申立て代理業務の追加（第4条第2項）
  3. 専門的仲裁機関における工業所有権に関する事件の仲裁手続の代理業務の追加（第4条第2項）
  4. 仲裁手続に付随して行われる和解手続の代理業務の追加（第4条第2項）
  5. 権利移転・特許料納付手続等一部業務を独占業務から除外（第75条、施行令第5条）
2. 弁理士試験制度の改革 
  1. 試験科目に著作権法等を追加するとともに、選択科目を大幅に見直し（第10条、施行規則第2～3条）
  2. 他の資格を有する者への一部試験免除（第10条、施行規則第4条）
3. 弁理士事務所の法人化（「特許業務法人」）を解禁（第37～55条）